# Fondazione politica europea
Una fondazione politica europea, formalmente una fondazione politica a livello europeo, informalmente una Eurofondazione, è un'organizzazione di ricerca e di appoggio indipendente ma vicina ad un partito politico europeo. È finanziata dal Parlamento europeo. Il suo scopo è di agire come una piattaforma volta a sviluppare idee e concetti lungimiranti per la propria famiglia europea per la rispettiva famiglia politica e fornire un forum in cui tali idee possono essere ampiamente dibattute. Attualmente ci sono dieci fondazioni.

## Storia

### 2003
Il regolamento (CE) n. 2003/2004 del Parlamento europeo e del Consiglio del 4 novembre 2003 definiva cosa fosse un partito politico a livello europeo, e ne definiva precisamente il regolamento.

### 2007
Il regolamento del 2003 è stato successivamente pesantemente modificato dal Regolamento (CE) n. 1524/2007 del Parlamento Europeo e del Consiglio del 18 dicembre 2007. Tale emendamento forniva una definizione meno ambigua di fondazione politica come di un'affiliata legalmente separata da un partito politico europeo, creata per aiutare il partito a diffondere i propri principi ad un pubblico più ampio.
Inoltre, è stato inizialmente stanziato un milione di euro per progetti pilota, e l'invito a presentare delle proposte DG EAC/29/2007 è stato pubblicato con scadenza al 28 settembre 2007 Sono state selezionate dieci organizzazioni (una per ogni partito) e il denaro è stato assegnato con data di scadenza al 31 agosto 2008.

## Regolamento
Dal 2014 è in vigore il regolamento (UE, Euratom) n. 1141/2014 del Parlamento europeo e del Consiglio, del 22 ottobre 2014, relativo allo statuto e al finanziamento dei partiti politici europei e delle fondazioni politiche europee. Esso è teso al miglioramento del quadro giuridico e finanziario delle fondazioni, attraverso l'istituzione di un'Autorità con il compito di registrare, controllare le fondazioni e comminare loro le sanzioni.

## Finanziamento
Le fondazioni sono finanziate dal Parlamento europeo. Le sovvenzioni possono coprire fino al 95% delle spese, il resto deve essere garantito dalla fondazione attraverso donazioni o tasse di iscrizione. Le norme del finanziamento sono stabilite da un regolamento adottato dal Consiglio e dal Parlamento a norma dell'articolo 10, paragrafo 4, del trattato sull'Unione europea e dell'articolo 224 del trattato sul funzionamento dell'Unione europea. Dal 2019, si applica il Regolamento (UE, Euratom) n. 1141/2014 del Parlamento europeo e del Consiglio del 22 ottobre 2014 relativo allo statuto e al finanziamento dei partiti politici europei e delle fondazioni politiche europee nelle modalità stabilite dalla Decisione dell'Ufficio di presidenza del Parlamento europeo, del 1º luglio 2019.
Le uniche condizioni da rispettare per ricevere i finanziamenti sono la registrazione all'Autorità per i partiti politici europei e le fondazioni politiche europee e l'affiliazione ad un Partito politico europeo registrato.
Una volta approvate le domande, i fondi sono distribuiti per il 10% in parti uguali e per il 90% proporzionalmente al numero di deputati del partito affiliato eletti al Parlamento.

## Le fondazioni
Al 22 dicembre 2020, le fondazioni esistenti sono dieci, una per ogni partito politico presente nel Parlamento europeo. Sono le seguenti:
|  | Fondazione                                   | Indirizzo                                             | Partito Europeo                                                   | Finanziamento (2018) | Note     |
|  | -------------------------------------------- | ----------------------------------------------------- | ----------------------------------------------------------------- | -------------------- | -------- |
|  | Wilfried Martens Centre for European Studies | Rue du Commerce 10, B-1000 Bruxelles (Belgio)         | Partito Popolare Europeo                                          | 5 816 345            | sito web |
|  | Foundation for European Progressive Studies  | Rue Montoyer 40, B-1000 Bruxelles (Belgio)            | Partito del Socialismo Europeo                                    | 4 895 825            | sito web |
|  | European Liberal Forum                       | Rue des Deux Eglises 37/39, B-1000 Bruxelles (Belgio) | Partito dell'Alleanza dei Liberali e dei Democratici per l'Europa | 1 650 538            | sito web |
|  | New Direction                                | Rue du Trône 4, B-1000 Bruxelles (Belgio)             | Partito dei Conservatori e dei Riformisti Europei                 | 1 215 011            | sito web |
|  | Transform Europe                             | Gusshausstrasse 14/3, 1040 Vienna (Austria)           | Partito della Sinistra Europea                                    | 1 193 712            | sito web |
|  | Green European Foundation                    | Rue du Fossé 3, L-1536 Lussemburgo                    | Partito Verde Europeo                                             | 1 038 822            | sito web |
|  | Sallux                                       | Bergstraat 33, NL-3811 NG Amersfoort (Paesi Bassi)    | Movimento Politico Cristiano Europeo                              | 418 444              | sito web |
|  | Coppieters Foundation                        | Boomkwekerijstraat 1, B-1000 Bruxelles (Belgio)       | Alleanza Libera Europea                                           | 388 702              | sito web |
|  | Identity and Democracy Foundation            | Rue de Téheran 3, F-75008 Parigi (Francia)            | Patriots.eu                                                       | 329 251              | sito web |
|  | Institute of European Democrats              | Rue de l'Industrie 4, B-1000 Bruxelles (Belgio)       | Partito Democratico Europeo                                       | 255 000              | sito web |